# Das fehlende Bild
Das fehlende Bild (Originaltitel:  L’image manquante) ist ein Dokumentarfilm des kambodschanischen Regisseurs Rithy Panh von 2013.

## Inhalt
Der Film schildert die Jugend des Regisseurs Rithy Panh, der 1975 als 13-Jähriger von den Roten Khmer aus seiner Heimatstadt Phnom Penh zusammen mit seiner Familie deportiert wird. Als Arbeitskollektiv wird ihnen jeglicher Besitz (bis auf einen Löffel) untersagt. Die Menschen müssen auf den Reisfeldern und in den Wäldern schuften, um die neue Gesellschaft zu formen. Die Eltern des jungen Rithy Panh sterben, es kommt zu einer großen Hungersnot mit vielen Todesopfern. Immer wieder denkt der Regisseur an seine glückliche Kindheit in Phnom Penh zurück.

## Produktion
Der Regisseur baute die „fehlenden Bilder“, zu denen es kein Filmmaterial gibt, mit bemalten Tonfiguren in Dioramen nach. Zusätzlich wurden dokumentarische oder propagandistische Aufnahmen eingespielt. Die gesprochenen Texte stammen von Christophe Bataille, die Tonfiguren von Sarith Mang.

## Preise und Auszeichnungen
- Hauptpreis der Sektion Un Certain Regard auf den Filmfestspielen von Cannes 2013
- Oscarnominierung als Bester fremdsprachiger Film (2014)